# José Luis González (pisarz)
José Luis González (ur. 8 marca 1926 w Santo Domingo, zm. 8 grudnia 1996 w Meksyku) – portorykański pisarz.
Urodził się w Dominikanie - jego matka pochodziła z tego kraju, ojciec był Portorykańczykiem. W Portoryko rodzina zamieszkała w latach 30. Studiował na Universidad de Puerto Rico, Recinto de Río Piedras, następnie w Stanach Zjednoczonych i na Narodowym Uniwersytecie Meksykańskim. W Meksyku mieszkał od 1953 roku, aż do swojej śmierci. Posiadał obywatelstwo tego kraju. Wykładał na UNAM. Opowiadał się za pełną niepodległością Portoryko.
Tworzył w języku hiszpańskim. Był autorem esejów i opowiadań. W swoich tekstach, m.in. opublikowanym w Polsce zbiorze opowiadań Wieczór, gdy znów staliśmy się ludźmi (Mambrú se fue a la guerra (y otros relatos) z 1972) często podejmował temat portorykańskiej tożsamości i wpływu, nie tylko politycznego, wywieranego przez Stany Zjednoczone na jego ojczyznę.